# Geschiedenis van Vught

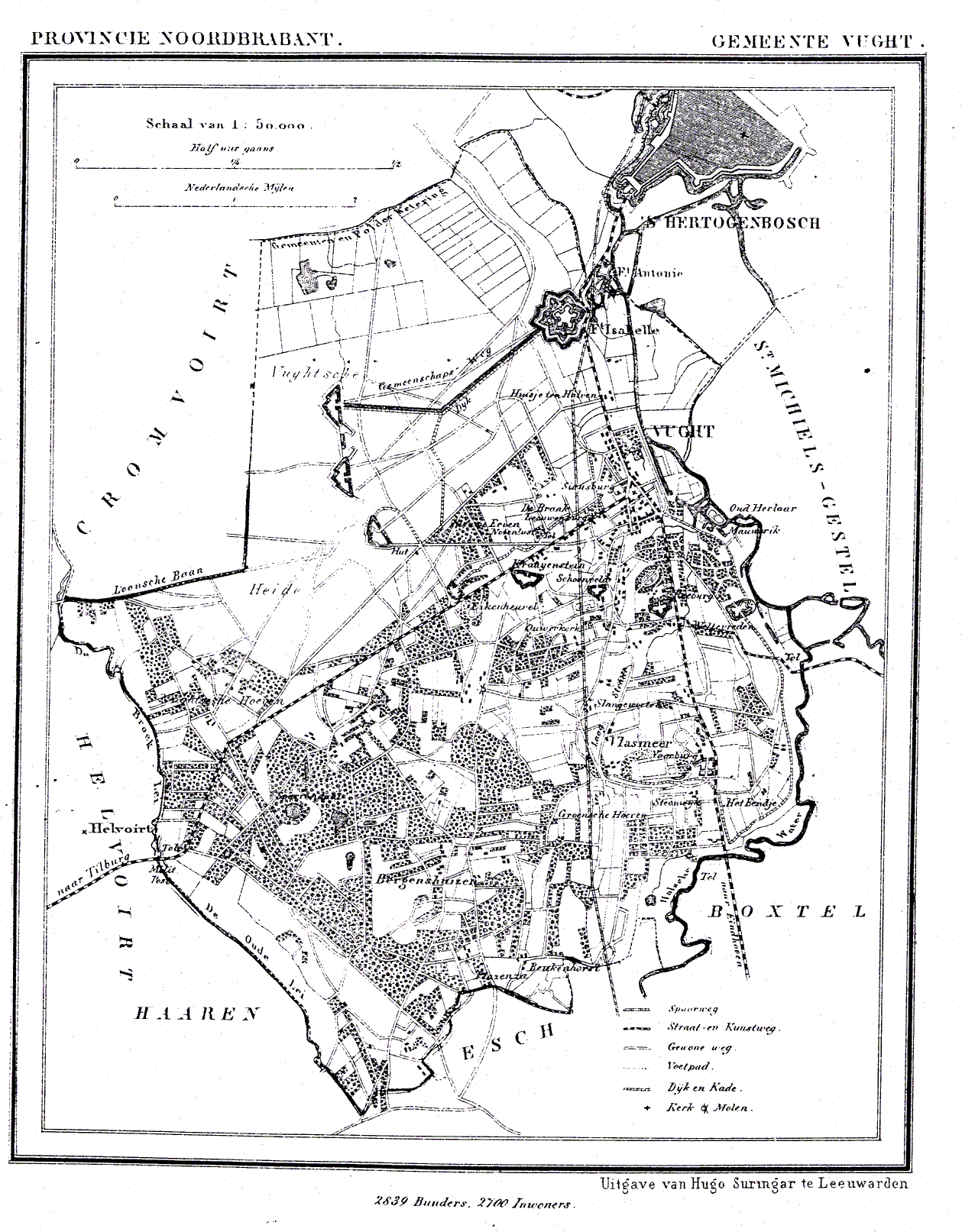
Kaart van Vught in 1866

Dit artikel behandelt de geschiedenis van Vught, een plaats in de Nederlandse provincie Noord-Brabant.

## Vroege geschiedenis
In de prehistorie woonden in de omgeving van Vught al mensen. Zo werd er bij de Dommel een bronzen bijl gevonden. Deze berust tegenwoordig in het Noordbrabants Museum.
Pas vanaf ongeveer 600 n.Chr. werden de vele moerassige gebieden in deze omgeving door klimatologische veranderingen beter bewoonbaar en bebouwbaar. De oudste permanente bewoning moeten we zoeken in de omgeving van het Maurickplein en de Gent. Waarschijnlijk is "Gent" een Keltisch woord, dat riviermonding of -samenvloeiing betekent.

## Middeleeuwen
De eerste schriftelijke vermelding dateert uit 1006. Dit is echter een vervalste oorkonde. Hierin is sprake van dat de plaats een munt (recht op het hebben van een wisselkantoor) en tolrecht bezat. Dit werd herhaald in oorkonden uit 1028 en 1050, waarin worden schenkingen van goederen werden vastgelegd, waaronder de helft van de tol en munt in "Fughte". 
De kerkelijke geschiedenis van Vught gaat ver terug. In 1957 werden tijdens de restauratie van de Hervormde Kerk achter de Sint-Lambertustoren restanten van romaanse en preromaanse kerken ontdekt, waaronder zelfs een – zeer afgesleten – dorpel van een preromaans kerkje uit het einde van de 10e eeuw. De Sint-Lambertusparochie dateert misschien al vanaf 700, terwijl de Sint-Petrusparochie omstreeks 950 moet zijn gesticht door de Aartsbisschop van Keulen. Omstreeks 1055 werd door de monnik Stephelinus het leven van de Heilige Trudo opgetekend, en daarin wordt vermeld dat deze in Vught een wonderbaarlijke genezing zou hebben verricht. De eerste schriftelijke vermelding van de Sint-Lambertuskerk dateert pas van 1328.
Een zwarte bladzijde vormt het jaar 1164, toen er in een gehucht,waar 20 jaar later de stad 's-Hertogenbosch uit ontstond,jodenvervolgingen plaatsvonden en de 183 slachtoffers daarvan op de Vughtse-heide werden vermoord, waarna hun stoffelijke overschotten werden verbrand.
De Heren van Vught kwamen in de 12e eeuw tot het hoogtepunt van hun macht. Ze hadden een tol op de Dommel, waartoe een kasteel gebouwd werd dat mogelijk een voorloper was van het huidige Kasteel Maurick. Het grondgebied van Vught reikte tot aan de Maas. In het conflict tussen het Hertogdom Brabant en Gelre kozen de heren van Vught voor Gelre. De invloed van Brabant nam echter toe en de Hertog stichtte vanuit een bestaand gehucht in 1184 de stad 's-Hertogenbosch op het grondgebied van orthen.
Maar wel midden in het Vughtse territorium.
In 1232 droeg Heer Boudewijn van Vught zijn eigendommen over aan de Hertog Hendrik I van Brabant. Bestuurlijk ging Vught tot het Kwartier van Oisterwijk van de Meierij van 's-Hertogenbosch behoren. De Heren van Vught vertrokken uiteindelijk naar Kleef. De Hertog gaf de Vughtse bezittingen waarschijnlijk in leen aan de Duitse Orde. Deze ridders van deze orde verkregen het patronaatsrecht van de Sint-Lambertusparochie. Ook werd door hen een commanderij gesticht die zich in een huis tegenover de Sint-Lambertuskerk bevond en voor het eerst vermeld werd in 1334 en heeft bestaan tot ongeveer 1640. De Orde bezat echter nog steeds het patronaatsrecht en het tiendrecht van de parochie, tot de Fransen er in de Napoleontische tijd een einde aan maakten. De laatste door de Orde benoemde pastoor stierf in 1829. Het patronaatsrecht van de Sint-Petrusparochie kwam in 1399 aan het kapittel van Eindhoven. In 1410 werd door Johannes Betten een kluis gesticht naast de Sint-Pieterskerk. Hier konden twee kluizenaressen wonen. Ook bij de Sint-Lambertuskerk kwam in 1417 een kluis. De eerste kluizenares hier was Gertrudis Bolant. De kluis bij de Sint-Pieter bleef bewoond tot 1629, toen de Val van 's-Hertogenbosch plaatsvond. Aldus werd Vught een centrum van kluizenaarschap. In 1469 was men doende de Sint-Lambertuskerk in laatgotische stijl te vernieuwen.
In 1328 verkregen de inwoners van Vught gemeenterechten van de Hertog van Brabant. Het oudste zegel van de plaats dateert van 1353 en toont twee tegenover elkaar staande kerken, een verwijzing naar de twee parochies. 
Omstreeks 1400 legden de bewoners van Vught een primitieve ringdijk aan die de laaggelegen gebieden moest beschermen tegen wateroverlast uit het noorden, oosten en zuiden. Dit was niet afdoende, daar in 1446 veel waterschade ontstond. Daarom werd een beroep op de Hertog van Brabant gedaan met als gevolg dat Filips van Bourgondië in 1463 een waterschapsbestuur instelde met een dijkgraaf aan het hoofd. Aldus werd die Vuchter Ackeren de eerste Dommelpolder. Er zouden echter nog diverse dijkdoorbraken volgen.
Ondertussen werden schuttersgilden opgericht, gewijd aan Sint-Barbara en Sint-Joris. Deze werden voor het eerst vermeld in 1453.
In 1461 kwam er een Augustinessenklooster aan de Taalstraat en in 1466 ontstond aan dezelfde straat een Kartuizerklooster, de Priorij Sinte Sophie. In 1498 kregen de Vughtenaren vrijstelling van tol- en marktgelden, maar ze moesten dan wél de misdadigers die in 's-Hertogenbosch waren opgehangen op hun grondgebied ter afschrikking tentoonstellen. Dit geschiedde tot 1795, en daartoe diende de "drie torentjes-galg" die vermoedelijk op de latere fusilladeplaats bij Lunet no 2 was opgesteld. Het bezorgde de Vughtenaren de bijnaam "galgenlichters".

## Gelderse Oorlogen en Tachtigjarige Oorlog
De 16e eeuw kenmerkte zich door veel geweld. In 1525 trok een groep Bosschenaren, boos vanwege het feit dat de monniken vrijstelling van accijnzen hadden, naar het Kartuizerklooster. Ze werden er echter gastvrij ontvangen en keerden in vrede terug. Op 26 juli 1543 echter werd Vught overvallen door de troepen van Maarten van Rossum. 215 huizen gingen door brand verloren en de Kartuizers moesten 700 gulden aan de Geldersen betalen om verwoesting te voorkomen. Het dorp bleef berooid achter en vele inwoners trokken naar Tilburg om daar hun heil te zoeken. Uiteindelijk werd in 1566 het Kartuizerklooster alsnog vernield ten gevolge van de Beeldenstorm. Hierna was er een afwisseling van troepen die op kosten van de bevolking te Vught verbleven. In 1567 waren dat de troepen van Margaretha van Parma, en in 1572 die van Willem van Oranje. Deze plunderden het Kartuizerklooster waarop de monniken naar 's-Hertogenbosch vertrokken. Uiteindelijk werd het klooster in 1578 gesloopt door het garnizoen van 's-Hertogenbosch, om de stad beter te kunnen verdedigen. In 1579 werd Vught dan weer geteisterd door de troepen van Parma en in 1583 opnieuw de Staatse troepen, die de Sint-Pieterskerk in brand staken. Deze werd weliswaar herbouwd, maar in 1594 door storm verwoest. Ondertussen werden door Prins Maurits pogingen ondernomen om 's-Hertogenbosch in te nemen. Dit geschiedde in 1594, 1599, 1601 en 1603. Daarbij werd in 1603 de Sint-Lambertuskerk in brand geschoten waarbij het schip instortte. De kerk werd nooit meer in de oude vorm hersteld, hoewel in 1619 een gedeeltelijk herstel werd voltooid. In 1600 vond op de Vughtse Heide de Slag van Lekkerbeetje plaats.
In 1614 werd door Ghisbertus Masius, bisschop van 's-Hertogenbosch, een onderzoek ingesteld naar eventueel bijgeloof bij de verering van de Heilige Machutus te Vught. In 1629 echter eindigde het Beleg van 's-Hertogenbosch met de inname van de stad door troepen van Frederik Hendrik. Ten gevolge hiervan werd de Sint-Lambertuskerk onttrokken aan de katholieke eredienst en werd calvinistisch. Johannes Spiljardus sr. werd de eerste predikant en deze werd gevolgd door een reeks van predikanten die tot op heden voortduurt. In 1630 brak de pest uit, die door de militairen was meegebracht. In 1648 werd de Meierij 's-Hertogenbosch een Generaliteitsland. Ook de Sint-Pieterskerk werd nu gesloten en voortaan als tiendschuur gebruikt. Bij hoogwater werd ze als schuilplaats voor het vee ingezet.

## Generaliteitsland
In 1662 werden de bezittingen van de Duitse Orde verbeurd verklaard. De Vrede van Münster bracht geen voorspoed. In 1666 sloeg opnieuw de pest toe, en in 1672 kwamen er alweer vreemde troepen, ditmaal de Fransen die de bevolking een brandschatting oplegden. In 1717 werd Cromvoirt een zelfstandige parochie en splitste zich af van de Sint-Lambertusparochie van Vught. Na het vertrek van de Fransen was de uitoefening van de katholieke religie inmiddels toegestaan, mits in schuurkerken gehouden. Te Vught stond zulk een schuurkerk, die van de Lambertusparochie, op de hoek van de Koestraat en de Kerkstraat. In 1777 werd deze vergroot. Ook de Sint-Pietersparochie had een schuilkerk, en wel te Vlasmeer.
In 1740 kwam er een opbloei doordat men met de aanleg van de Steenweg op Luik begon. Deze liep door Vught, waardoor er zich daar een aantal herbergen vestigden. Toch was er ook tegenspoed in de vorm van nieuwe overstromingen, welke plaatsvonden in 1748 en 1757. In 1765 werd de latere minister van Financiën Alexander Gogel te Vught geboren. Zijn geboortehuis, op de hoek Marktveld/Torenstraat, bestaat nog steeds. In 1758 werd de Sint-Augustinuskapel in de buurtschap Bergenshuizen afgebroken. In 1770 werd een raadhuis in gebruik genomen. In 1794 werd voor het laatst op een wolf gejaagd in de omgeving van Kasteel Maurick.

## Nieuwe tijd

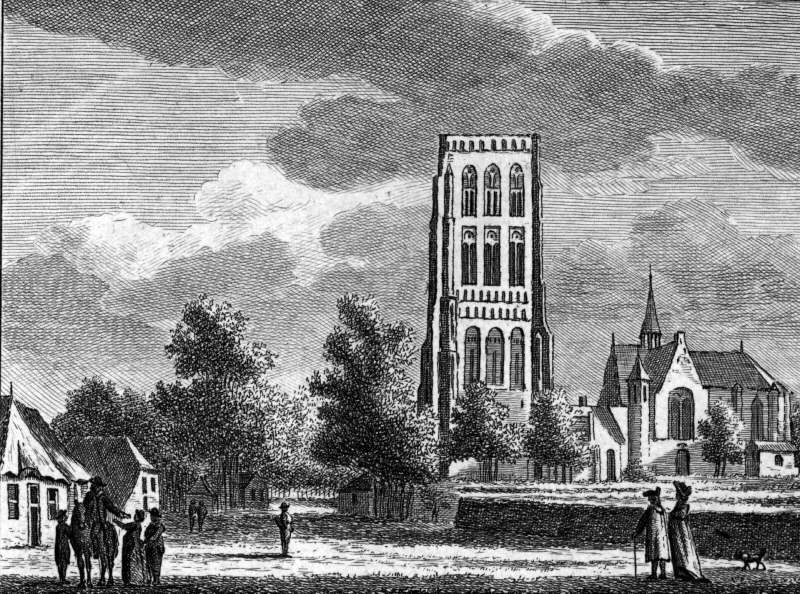
Dorpsgezicht met de Sint-Lambertustoren en de Ned. Hervormde kerk (voormalige Lambertuskerk) vanuit het zuiden omstreeks 1790

In 1794 trokken de Fransen binnen en generaal Pichegru hield kwartier in Huize "Leeuwenstein". In 1795 vernieuwden de Fransen het bestuur en de katholieken konden hun kerken terugkrijgen, maar dit geschiedde in Vught niet op staande voet: De Sint-Lambertuskerk bleef protestants en de Sint-Pieterskerk werd pas in 1825 teruggegeven. In 1806 werd Hortense de Beauharnais, de vrouw van koning Lodewijk Napoleon, vreugdevol binnengehaald, al leidde dat tot een gebarsten klok in de Sint-Pieterskerk. Ondertussen lieten de watersnoden niet na: In 1795, 1798 en 1819 volgden opnieuw overstromingen. Ontginningen van de woeste gronden begonnen omstreeks 1800 bij Sparrendaal en Bergenshuizen. In 1821 werd het middendeel van de Sint-Lambertuskerk afgebroken, waardoor de toren los van de kerk kwam te staan. In 1826 werd de Sint-Pieterskerk herbouwd als neoclassicistische waterstaatskerk. De Sint-Lambertusparochie werd toegevoegd aan de Sint-Pietersparochie en de schuurkerken werden afgebroken.
In 1842 werd 217 ha van de gemeenschappelijke heide afgestaan aan Koning Willem II die er in 1844 een legerplaats en acht lunetten liet aanleggen. Dit was vooral bedoeld tegen claims van België en een eventueel hiermee sympathiserende bevolking. In hetzelfde jaar werden echter de grenzen tussen Nederland en België definitief vastgesteld. Ook kocht Willem II in 1848 de landgoederen Zionsburg, Reeburg en Sophiasburg, die na zijn dood weer aan anderen verkocht werden. In 1850 was er opnieuw watersnood en om de armoede te lenigen werd door de gemeente een koehaarspinnerij ingericht. In 1880 was er voor het laatst een dergelijke ramp.
Ondertussen verbeterde de infrastructuur. In 1824 was de weg naar Helvoirt reeds verhard, in 1850 kwam er een hulppostkantoor en in 1867 kwam de spoorlijn tussen 's-Hertogenbosch en Eindhoven gereed, met een station te Vught. Vanaf 1881 was er een stoomtram, later een paardentram.
In 1856 kwamen de franciscanessen van Oirschot naar Vught om onderwijs, bejaarden- en ziekenzorg op zich te nemen. Ze vestigden zich aan het Maurickplein, terwijl in 1900 een nieuw klooster aan de Kloosterstraat werd betrokken. In 1884 werd een neoromaanse Sint-Pieterskerk aan de Heuvel betrokken, waarna de oude waterstaatskerk werd afgebroken. Omstreeks 1887 kwam de IJzeren Man tot stand, een gegraven plas op de Vughtse Heide die achterbleef na zandwinning voor uitbreidingsplannen van 's-Hertogenbosch.

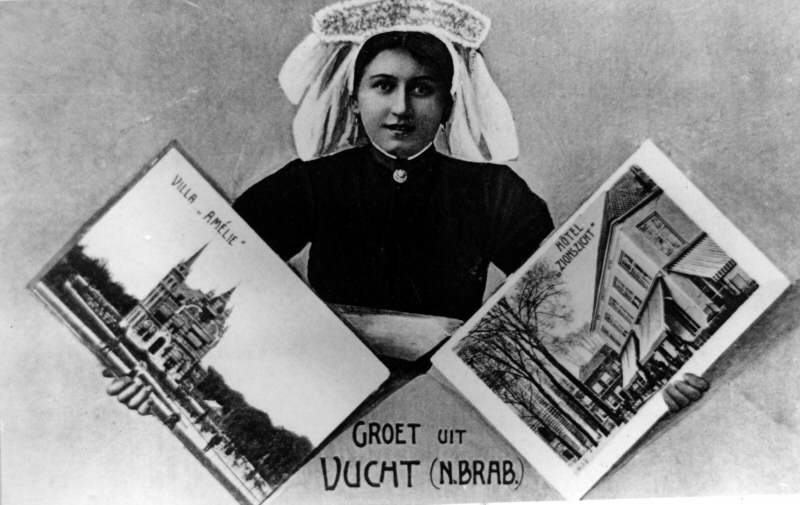
Een Vughtse groetenkaart uit de begin jaren van de 20e eeuw, toen nog geschreven met "CH". Links, een foto van Villa Amélie waar Willi Ritterbusch in 1940 zijn intrek nam. Rechts, een foto van "Hotel Zionszicht"

De eeuwwisseling kenmerkte zich door de komst van veel kloosters, mede door toedoen van de Franse seculariseringspolitiek. In 1899 waren dat de ursulinen van Roucouleur, gevolgd in 1901 door de scheutisten die zich op Sparrendaal vestigden. In 1903 kwamen de kanunnikessen van Sint-Augustinus naar Eikenheuvel en in 1913 ten slotte openden de jezuïeten een retraitehuis.
Ook de techniek stond niet stil: In 1907 werd een gasfabriek geopend aan de Esscherweg, in 1914 kwam er waterleiding en in 1930 riolering. Vanaf 1933 werd de eigen gasproductie stopgezet en kwam er mijngas van Staatsmijnen. Vught breidde ook uit: In 1923 werd de Heilig-Hartparochie opgericht en in 1930 volgde de Onze-Lieve-Vrouweparochie, die een nieuwe wijk bediende waarvan Alexander Kropholler de architect was. In 1937 werd het gemeentehuis ondergebracht in Villa "Leeuwenstein".

## Tweede Wereldoorlog en Wederopbouw

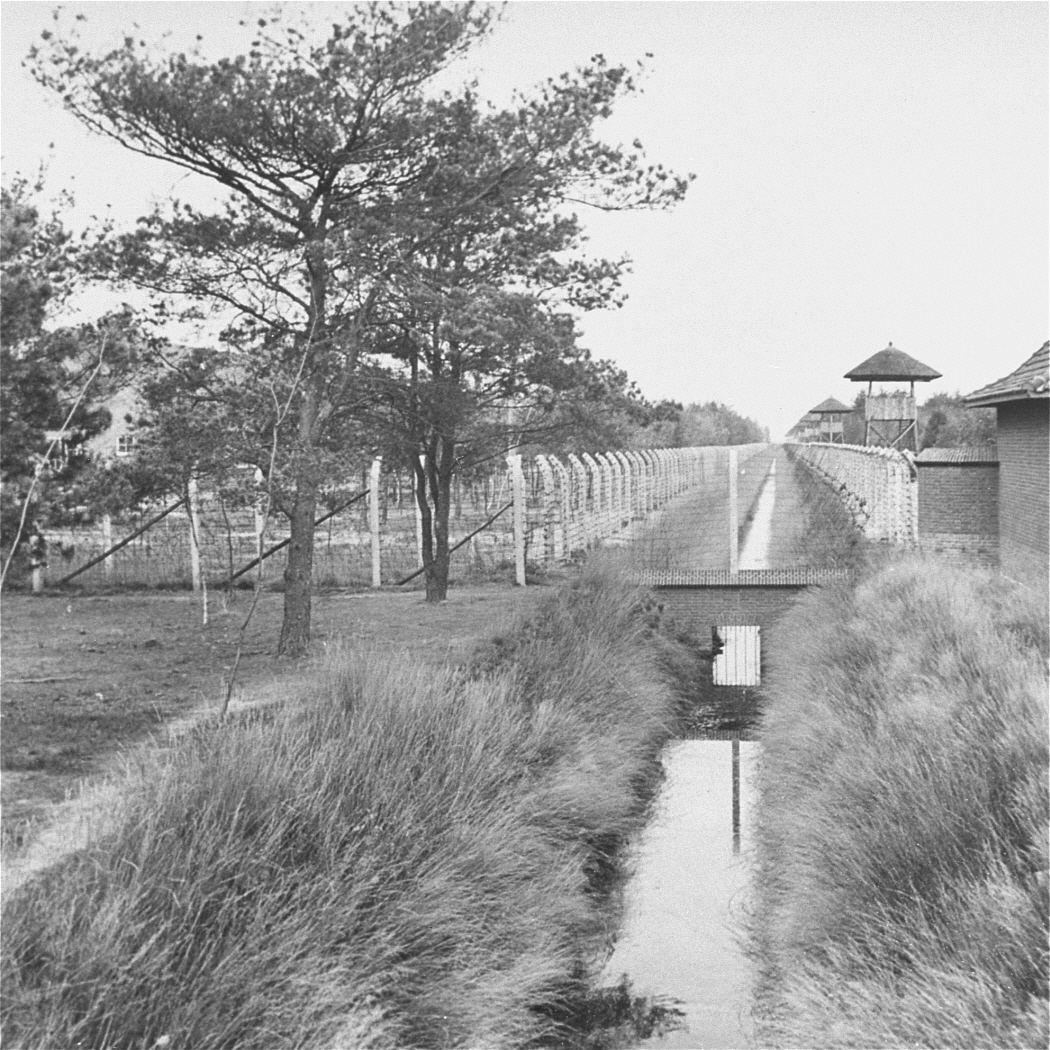
Kamp Vught in 1945

Vught werd bezet op 12 mei 1940, waarop de nazi's in 1943 een concentratiekamp op de Vughtse Heide aanlegde, het Konzentrationslager Herzogenbusch, beter bekend als Kamp Vught. Tienduizenden Joodse en andere gevangenen hebben hier verbleven. Vooral in de laatste maanden van de oorlog werden veel mensen gefusilleerd, waaraan het monument op de Fusilladeplaats Vught nog herinnert.
Op 26 oktober 1944 werd Vught bevrijd. Toch waren er daarna nog diverse beschietingen en stortten enkele V1's neer op Vught. Jaarlijks herdenkt Vught op 4 mei de slachtoffers uit de Tweede Wereldoorlog. De herdenkingen vinden op diverse locaties in Vught plaats, zoals bij Station Vught, Lambertustoren, Nationaal Monument Kamp Vught. Ook wordt er jaarlijks een stille tocht gehouden.
De wederopbouw gaf al snel weer aanleiding tot de bouw van nieuwe woonwijken. In 1948 kwam de parochie van Sint-Paulus en Sint-Antonius van Padua tot stand, terwijl in 1951 het Molukse woonoord Lunetten werd gevestigd in het voormalige concentratiekamp.
In 1958 werd de restauratie van de toren van de Sint-Lambertuskerk en de bijbehorende Nederlands-Hervormde kerk afgerond, en in 1966 werd ook de Sint-Janskerk in gebruik genomen. In 1971 kwamen er twee blindeninstituten vanuit Engelen naar Vught, in 1973 gevolgd door het doveninstituut dat "Eikenburg" in gebruik nam.

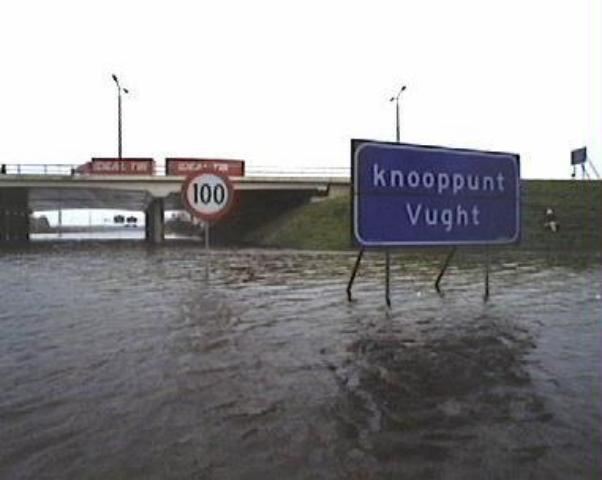
Wateroverlast bij Knooppunt Vught in 1995

In 1995 werd Vught voor de laatste maal getroffen door wateroverlast. De Dommel trad toen buiten haar oevers en daardoor lagen de Gement en Het Bossche Broek onder water. Ook de rijksweg A2 kon niet worden gebruikt, want bij knooppunt Vught stond de weg onder water.
In het centrum van Vught is een nieuw (winkel)centrum gebouwd, het Vughtse Hart geheten. Hiertoe werden in het oude centrum het oude gemeentekantoor en enkele herenhuizen afgebroken in het najaar van 2006. Het oude politiebureau is ook afgebroken en daar is het nieuwe gemeentekantoor gekomen. Op de plaats van het oude gemeentekantoor werd het Vughtse Hart gebouwd. 
In 2007 werd begonnen met nieuwbouw op het terrein van de voormalige Frederik Hendrikkazerne en omgeving. Er kwamen 640 nieuwe woningen en diverse gemeenschappelijke voorzieningen. Vervolgens ging een bouwproject op het terrein van de naastgelegen Isabellakazerne van start.